# Pulau Kalaotoa
Pulau Kalaotoa är en ö i Indonesien.   Den ligger i provinsen Sulawesi Selatan, i den centrala delen av landet, 1 700 km öster om huvudstaden Jakarta. Arean är 79 kvadratkilometer.
Terrängen på Pulau Kalaotoa är lite kuperad. Öns högsta punkt är 318 meter över havet. Den sträcker sig 10,5 kilometer i nord-sydlig riktning, och 10,7 kilometer i öst-västlig riktning.
Tropiskt monsunklimat råder i trakten. Årsmedeltemperaturen i trakten är 24 °C. Den varmaste månaden är november, då medeltemperaturen är 26 °C, och den kallaste är januari, med 22 °C. Genomsnittlig årsnederbörd är 2 266 millimeter. Den regnigaste månaden är januari, med i genomsnitt 399 mm nederbörd, och den torraste är augusti, med 13 mm nederbörd.